# Mühlebach bei Amriswil

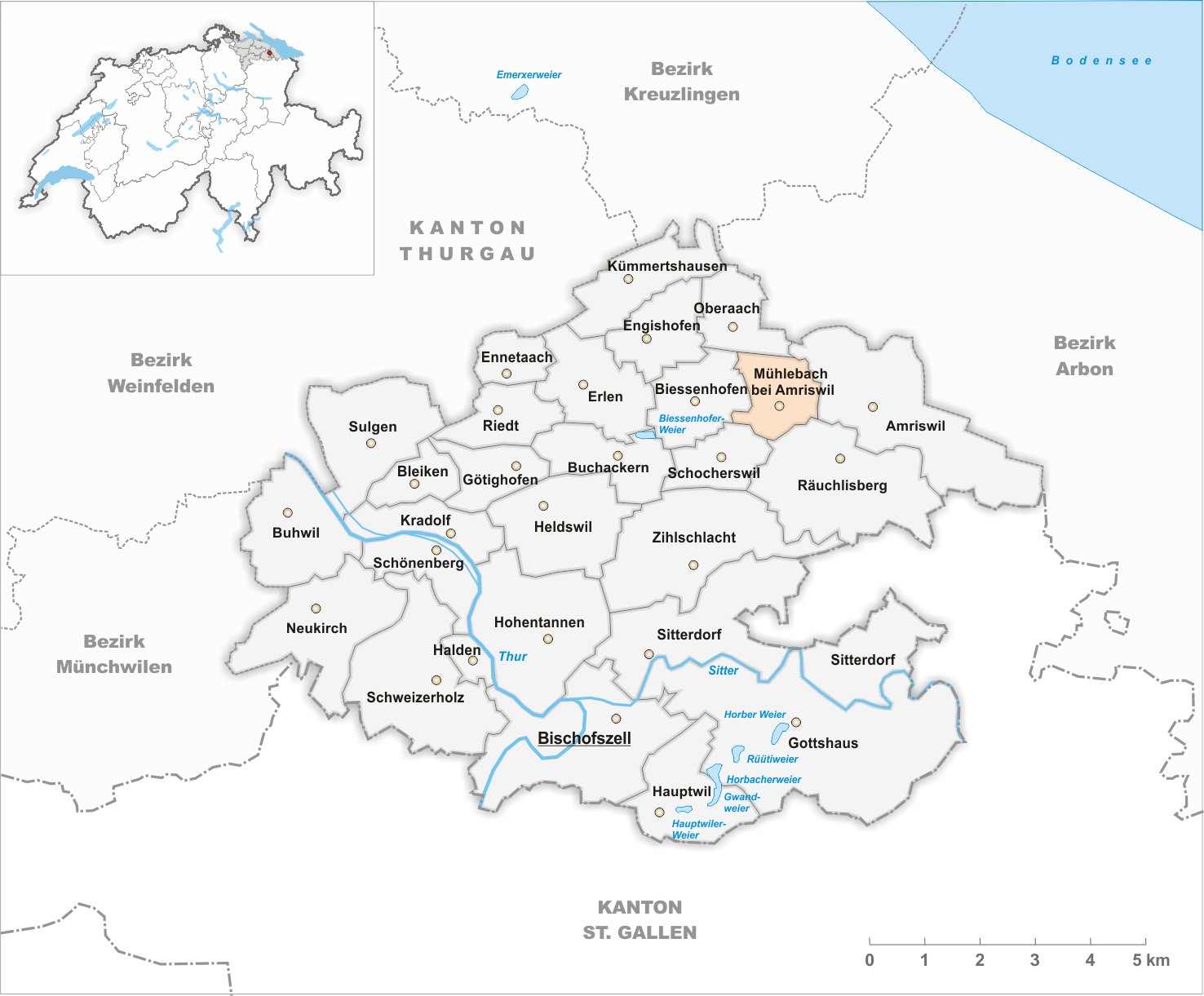
Gemeindestand vor der Fusion im Jahr 1932

Mühlebach bei Amriswil war früher ein Dorf und ist heute ein Ortsteil der politischen Gemeinde Amriswil im Bezirk Arbon des Kantons Thurgau in der Schweiz.
Von 1803 bis 1931 war Mühlebach eine Ortsgemeinde der Munizipalgemeinde Amriswil im damaligen Bezirk Bischofszell. Am 1. Januar 1932 wurde die Ortsgemeinde Mühlebach von der Ortsgemeinde Amriswil eingemeindet.

## Geographie
Mühlebach liegt an der Hauptstrasse 14 Sulgen–Amriswil–Arbon und an der Strasse St. Gallen–Konstanz. Zur Ortsgemeinde gehörten nebst Mühlebach Köpplishaus, Obermühle und Schrofen.

## Geschichte
Mulibach wurde um 869 erstmals urkundlich erwähnt. Um 869 verlieh die Abtei St. Gallen Besitzungen in Mühlebach. Der Bischof von Konstanz besass den Dinghof Mühlebach und verlieh ihn dem Chorherrenstift St. Pelagius in Bischofszell. Dieses setzte die Freiherren von Bürglen als Vögte ein. Hieraus entstand im Spätmittelalter als Teil der Herrschaft Bürglen das Gericht Mühlebach. 1576 erwarb das Spital St. Gallen das Gericht Mühlebach und 1579 die Stadt St. Gallen die Herrschaft Bürglen, die sie bis 1798 innehatte. Kirchlich teilte Mühlebach stets das Schicksal der Pfarrei Sommeri.
| Jahr      | 1850 | 1900 | 1930 | 1940 | 1960 |
| Einwohner | 346  | 381  | 539  | 546  | 607  |

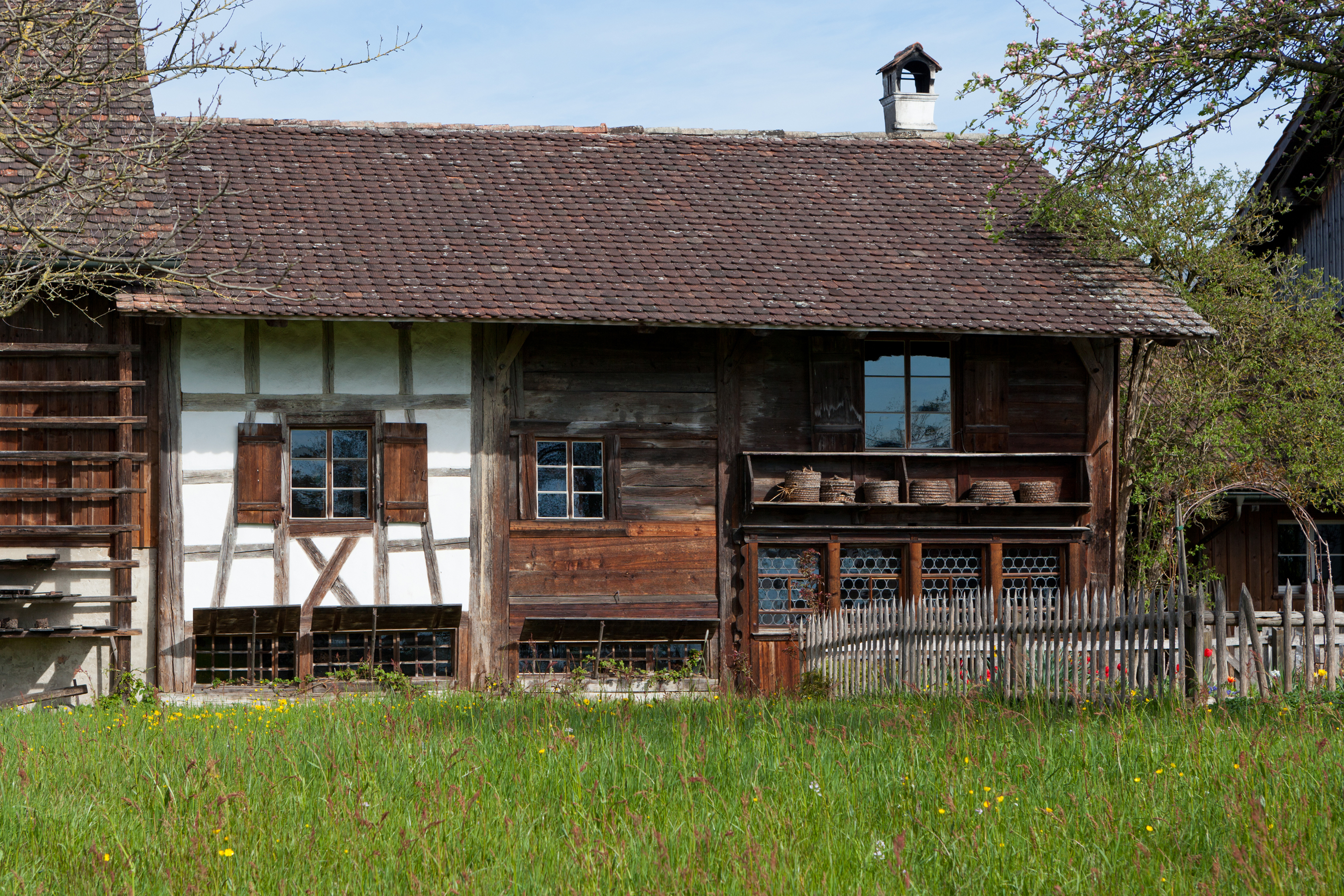
Bohlenständerhaus in Schrofen
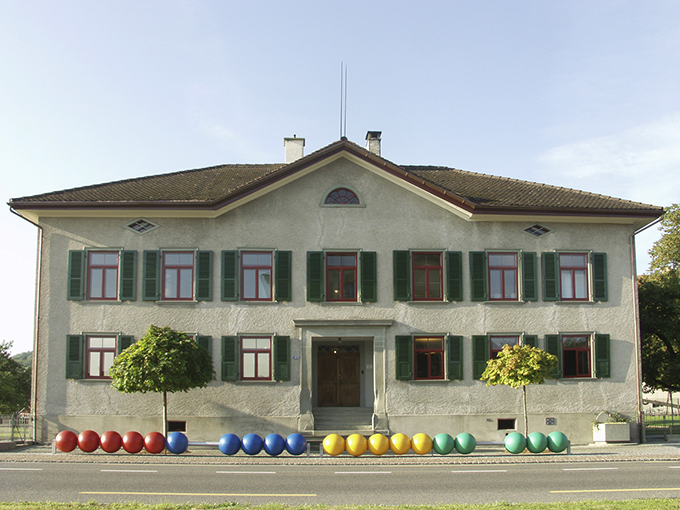
Schulmuseum Mühlebach

Mühlebach hatte vermutlich schon im 9. Jahrhundert eine Mühle. Der Mühlenbetrieb wurde nach der Umstellung vom Getreideanbau auf die Vieh- und Milchwirtschaft und dem Beginn der Käserei um 1900 eingestellt. Die 1512 erwähnte Badstube gehörte St. Pelagius, das sie an Bürglen verlieh. Sie war als Erblehen von 1745 bis zur Auflösung des Erblehenverhältnisses 1816 in der Hand der Familie Straub. 2002 eröffnete in Mühlebach das Schulmuseum.

## Sehenswürdigkeiten
Das ehemalige Schulhaus Mühlebach mit Schulmuseum und das Bohlenständerhaus Schrofen sind in der Liste der Kulturgüter in Amriswil aufgeführt.